# Leucauge magnifica
Leucauge magnifica är en spindelart som beskrevs av Takeo Yaginuma 1954. Leucauge magnifica ingår i släktet Leucauge och familjen käkspindlar. Inga underarter finns listade i Catalogue of Life.